# Длиннохвостая тушканчиковая мышь
Длиннохвостая тушканчиковая мышь (лат. Notomys longicaudatus) — вымерший вид мышевидных грызунов семейства мышиных.
Вид когда-то был широко распространён в засушливых районах Южной и Центральной Австралии. Спина была песочно-коричневого цвета, брюхо белое. Хвост был сверху светло-коричневый и белый на нижней стороне с тёмной кисточкой. Длина тела была 11—16 см, длина хвоста от 16 до 20,5 см, длина задней ступни от 40 до 45 мм, длина уха от 24 до 28 мм. Масса составляла 100 г. Тем самым это был один из крупнейших видов тушканчиковых мышей. У самок было четыре соска. Об их образе жизни известно мало. Очевидно, они предпочитали твёрдые суглинистые почвы, в которых они рыли норы. Хотя они любили питаться изюмом, они не представляли никакой угрозы для поселенцев. 
Вид был обнаружен в 1843 году натуралистом Джоном Гилбертом. Он известен по 30 экземплярам, обнаруженным в Западной и Центральной Австралии. Последняя известная живая особь была найдена в 1901 году, когда пойманный индивид умер в научной лаборатории в городе Аделаида. Кроме того фрагменты черепа были обнаружены в погадке совы в 1977 году.
Два препарата находятся в музее Ливерпуля.